# Kaartinkaupunki
Kaartinkaupunki (schwed. Gardesstaden) ist ein Teilgebiet (finn. osa-alue) und ein Stadtteil (kaupunginosa) im Zentrum der finnischen Hauptstadt Helsinki.
Übersetzt bedeutet Kaartinkaupunki so viel wie „Gardestadt“. Das Herz des Stadtteils bildet der Kasarmitori („Kasernenplatz“). Namensgebend für diesen Platz – und indirekt für den gesamten Stadtteil – war die an seiner Südseite stehende, in den 1820er-Jahren nach Plänen von Carl Ludwig Engel erbaute Kaserne. Ursprünglich diente sie der Garnison von Helsinki, heute beherbergt sie das finnische Verteidigungsministerium. An der Ostseite des Platzes befindet sich das Oberste Verwaltungsgericht Finnlands und an der Nordseite die Deutsche Bibliothek Helsinki.
Mit der Esplanadi und dem Marktplatz Kauppatori gehören einige der bekanntesten Sehenswürdigkeiten Helsinkis zu Kaartinkaupunki. Der Stadtteil beherbergt unter anderem auch das Finnische Architekturmuseum, das Finnische Designmuseum und die Deutsche Kirche von Helsinki.
Ansonsten befinden sich in Kaartinkaupunki in erster Linie Büros und andere Arbeitsplätze; Einwohner gibt es nur einige Hundert.

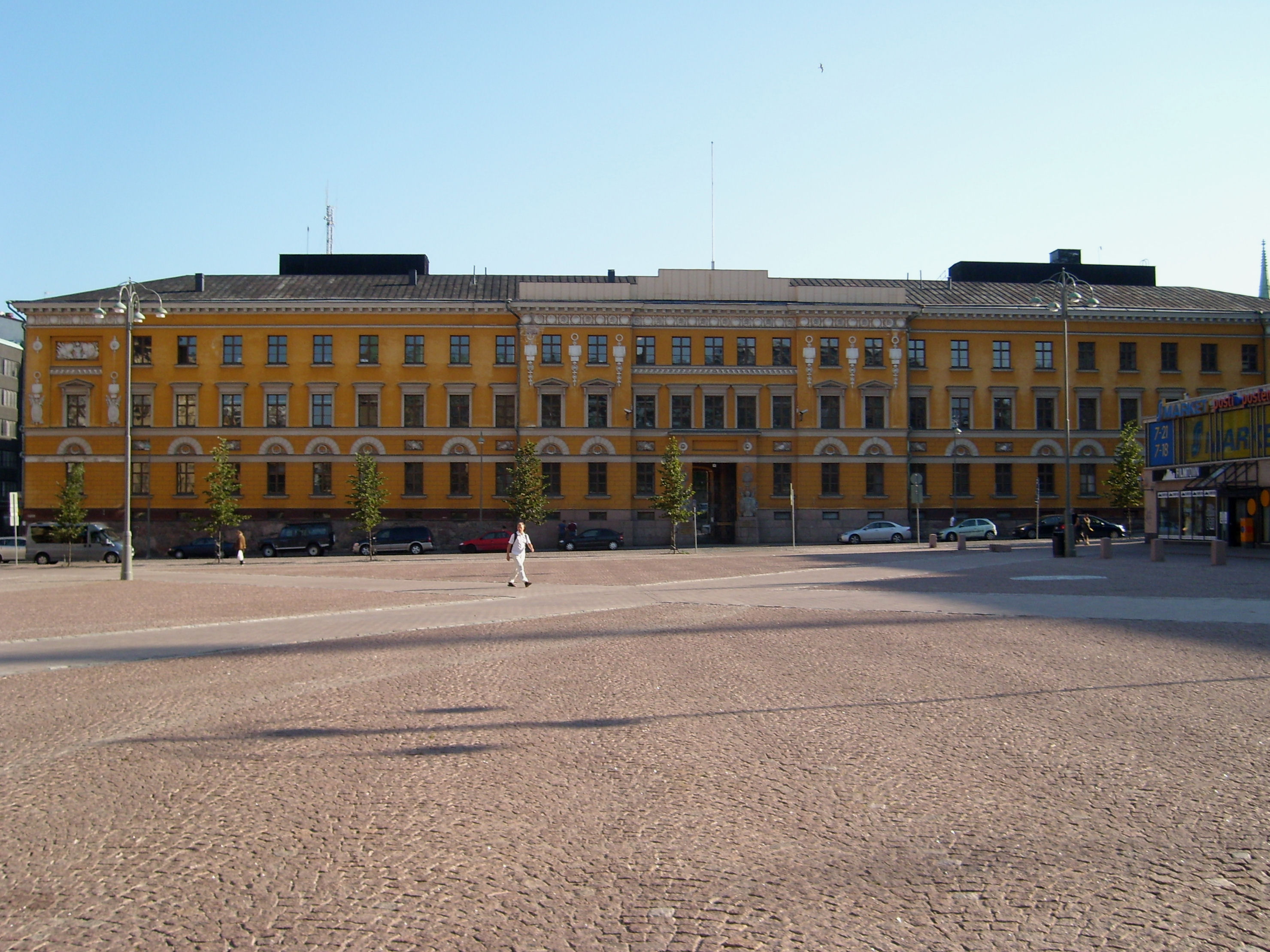
Der Platz Kasarmitori mit der alten Kaserne
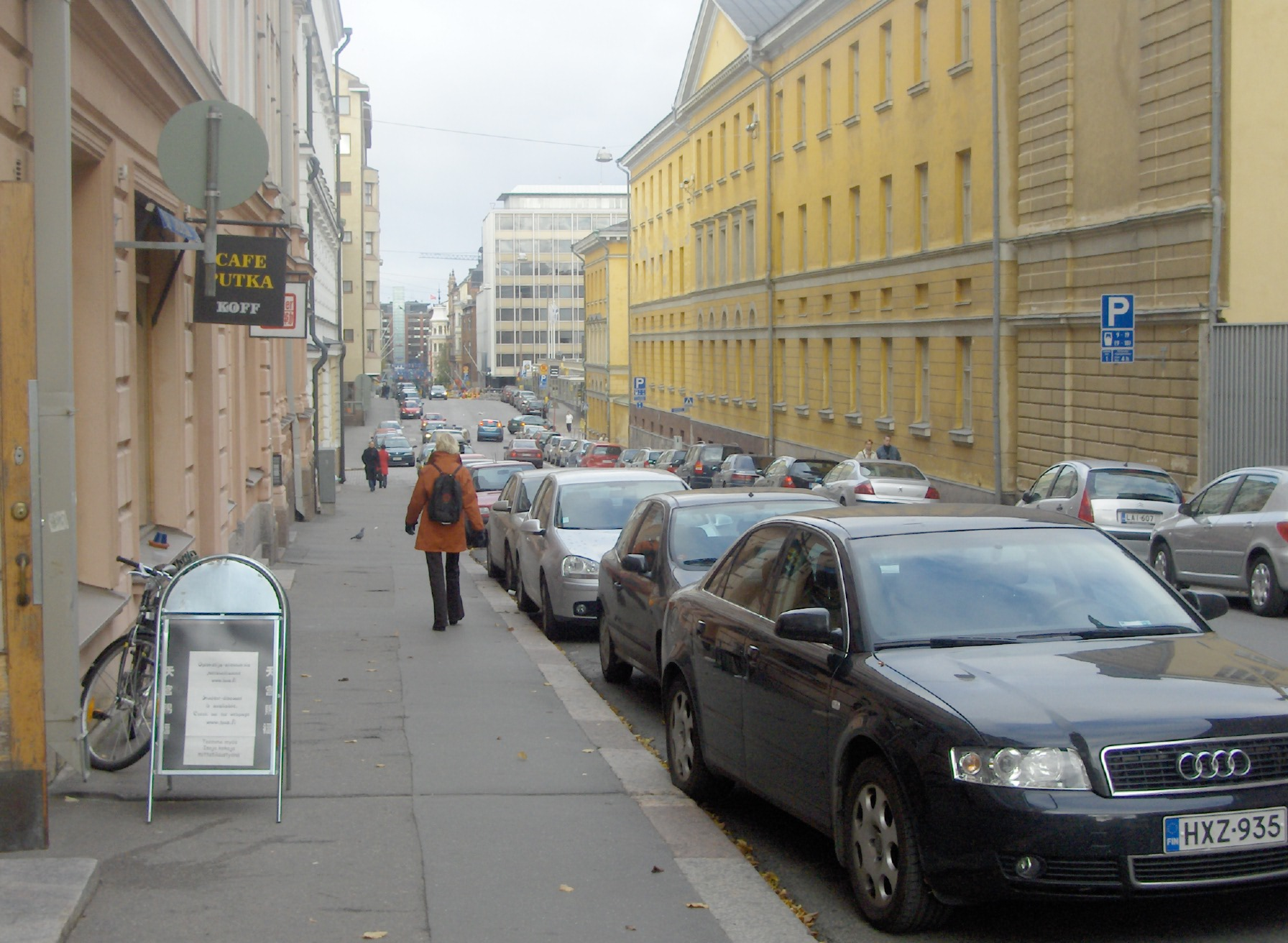
Eine Straße in Kaartinkaupunki